# 空茎岩黄耆
空茎岩黄耆（学名：Hedysarum fistulosum）为豆科岩黄耆属下的一个种。

## 扩展阅读
- 維基物種上的相關：空茎岩黄耆